# Grażyna Bukowska
Grażyna Bukowska (ur. 1956) – polska dziennikarka telewizyjna, specjalistka public relations.

## Życiorys
Ukończyła VI Liceum Ogólnokształcące im. Tadeusza Reytana w Warszawie (1975) i Wydział Biologii Uniwersytetu Warszawskiego. W 1979 laureatka castingu na dziennikarzy telewizyjnych, zorganizowanego przez TVP i prowadzonego Aleksandra Bardiniego w Studio 2. Była prezenterką programów Dzień dobry w kręgu rodziny oraz Bliżej świata, potem występowała w Telewizyjnym Kurierze Warszawskim, następnie w Wiadomościach TVP, wreszcie w porannym programie Pytanie na śniadanie. Prowadziła przez osiem lat główne wydanie Wiadomości TVP. Wielokrotnie nagradzana osobowość telewizyjna, laureatka Wiktora (1999). W 2001 zrezygnowała z pracy etatowej w TVP (jednak postanowiła wrócić do niej na 2 lata), po czym współpracowała z „Super Expressem”. W latach 2006–2011 była kierowniczką historyczno-dokumentalnego kanału telewizji TVN i Discovery – Discovery TVN Historia. W latach 2012–2014 zajmowała się działalnością z dziedziny public relations jako rzecznik prasowy firmy Chevron Polska.
Ma jedno dziecko, córkę Julię.